# Mosonszentmiklós
Mosonszentmiklós là một thị trấn thuộc hạt Győr-Moson-Sopron, Hungary. Thị trấn này có diện tích 30,71 km², dân số năm 2010 là 2301 người, mật độ 75 người/km².